# ان-۳پی‌بی نومد
ان-۳پی‌بی نومد (به انگلیسی: Northrop_N-3PB) یک هواگرد ملخ‌پیشین تک‌موتوره از نوع بمب‌افکن/گشت دریایی ساخت شرکت Northrop Aircraft Inc. است. هواگرد ان-۳پی‌بی نومد نخستین پروازش را در ۲۲ دسامبر ۱۹۴۰ میلادی انجام داد. این هواگرد در سال ۱۹۴۱ میلادی رسماً معرفی گردید. در مجموع، تعداد ۲۴ فروند از این هواگرد ساخته شده‌است.